# Parlamentswahlen in Italien 1996
Die Parlamentswahlen in Italien 1996 fanden am 21. April 1996 statt.
Das Mitte-links-Bündnis L’Ulivo unter Romano Prodi konnte sich gegenüber dem Mitte-rechts-Bündnis unter Silvio Berlusconi durchsetzen.

## Ausgangslage
Nachdem das Kabinett Berlusconi I im Januar 1995 an Koalitionsstreitgkeiten gescheitert war, regierte bis zur vorgezogenen Neuwahl von 1996 das aus parteilosen Fachleuten bestehende Kabinett Dini, das sich im Parlament auf die Mitte-links-Parteien sowie die Lega Nord stützte.

## Ergebnis

### Abgeordnetenkammer

#### Proporzwahl
| Wahlbündnisse                                     | Wahlbündnisse       | Listen                             | Stimmen    | %    | Mandate |
| ------------------------------------------------- | ------------------- | ---------------------------------- | ---------- | ---- | ------- |
|                                                   | Polo per le Libertà | Forza Italia                       | 7.712.149  | 20,6 | 37      |
| Alleanza Nazionale                                | Polo per le Libertà | 5.870.491                          | 15,7       | 28   |         |
| CCD – CDU                                         | Polo per le Libertà | 2.189.563                          | 5,8        | 12   |         |
| Lista Pannella-Sgarbi                             | Polo per le Libertà | 702.988                            | 1,9        | –    |         |
| Fiamma Tricolore                                  | Polo per le Libertà | 339.351                            | 0,9        | –    |         |
| Federalisti Liberali                              | Polo per le Libertà | 6.475                              | 0,0        | –    |         |
| Partito Federalista                               | Polo per le Libertà | 3.743                              | 0,0        | –    |         |
|                                                   | L’Ulivo             | Partito Democratico della Sinistra | 7.894.118  | 21,1 | 26      |
| Partito della Rifondazione Comunista              | L’Ulivo             | 3.213.748                          | 8,6        | 20   |         |
| Popolari per Prodi (PPI – SVP – PRI – UD – Prodi) | L’Ulivo             | 2.554.072                          | 6,8        | 4    |         |
| Rinnovamento Italiano                             | L’Ulivo             | 1.627.380                          | 4,3        | 8    |         |
| Federazione dei Verdi                             | L’Ulivo             | 938.665                            | 2,5        | –    |         |
| Partito Socialista                                | L’Ulivo             | 149.441                            | 0,4        | –    |         |
| Partito Sardo d’Azione                            | L’Ulivo             | 38.002                             | 0,1        | –    |         |
|                                                   | –                   | Lega Nord                          | 3.776.354  | 10,1 | 20      |
|                                                   | –                   | Lega d’Azione Meridionale          | 72.062     | 0,2  | –       |
|                                                   | –                   | Unione Nord Est                    | 63.934     | 0,2  | –       |
|                                                   | –                   | Union für Südtirol                 | 55.548     | 0,1  | –       |
|                                                   | –                   | Mani Pulite                        | 44.935     | 0,1  | –       |
|                                                   | –                   | Noi Siciliani                      | 41.001     | 0,1  | –       |
|                                                   | –                   | Verdi Verdi                        | 25.788     | 0,1  | –       |
|                                                   | –                   | Sardigna Natzione                  | 23.355     | 0,1  | –       |
|                                                   | –                   | Sonstige <0,05 %                   | 141.235    | 0,4  | –       |
| Gesamt                                            | Gesamt              | Gesamt                             | 37.484.398 | 100  | 155     |
|                                                   |                     |                                    |            |      |         |
| Ungültige Stimmen                                 | Ungültige Stimmen   | Ungültige Stimmen                  | 2.917.376  | 7,2  |         |
| Wähler                                            | Wähler              | Wähler                             | 40.401.774 | 82,9 |         |
| Wahlberechtigte                                   | Wahlberechtigte     | Wahlberechtigte                    | 48.744.846 |      |         |
|                                                   |                     |                                    |            |      |         |
| Quelle: Innenministerium                          |                     |                                    |            |      |         |

#### Majorzwahl
| Listen                   | Listen                    | Stimmen    | %    | Mandate |
| ------------------------ | ------------------------- | ---------- | ---- | ------- |
|                          | L’Ulivo 1                 | 15.725.655 | 42,2 | 246     |
|                          | Polo per le Libertà       | 15.027.030 | 40,3 | 169     |
|                          | Progressisti              | 982.505    | 2,6  | 15      |
|                          | Fiamma Tricolore          | 624.558    | 1,7  | –       |
|                          | Südtiroler Volkspartei    | 156.708    | 0,4  | 3       |
|                          | Lega d’Azione Meridionale | 82.373     | 0,2  | 1       |
|                          | Lista Pannella-Sgarbi     | 69.406     | 0,2  | –       |
|                          | Mani Pulite               | 68.443     | 0,2  | –       |
|                          | Partito Socialista        | 44.786     | 0,1  | –       |
|                          | Sardigna Natzione         | 42.246     | 0,1  | –       |
|                          | Vallée d’Aoste (UV)       | 37.431     | 0,1  | 1       |
|                          | Sonstige <0,10 %          | 350.902    | 0,9  | 1       |
| Gesamt                   | Gesamt                    | 37.295.109 | 100  | 475     |
|                          |                           |            |      |         |
| Ungültige Stimmen        | Ungültige Stimmen         | 3.201.329  | 7,9  |         |
| Wähler                   | Wähler                    | 40.496.438 | 82,9 |         |
| Wahlberechtigte          | Wahlberechtigte           | 48.846.238 |      |         |
|                          |                           |            |      |         |
| Quelle: Innenministerium |                           |            |      |         |

- 1 Davon: L’Ulivo (Stimmen: 14.447.548 – 38,5 %; Mandate: 228); L’Ulivo – Lega Autonomia Veneta (Stimmen: 997.534 – 2,7 %; Mandate: 14); L’Ulivo – Partito Sardo d’Azione (Stimmen: 269.047 – 0,4 % – Mandate: 4); L’Ulivo – Valle d’Aosta (Stimmen: 11.526 – 0,03 %).

### Senat
| Listen                   | Listen                                   | Stimmen    | %    | Mandate |
| ------------------------ | ---------------------------------------- | ---------- | ---- | ------- |
|                          | L’Ulivo 1                                | 13.444.978 | 41,2 | 157     |
|                          | Polo per le Libertà                      | 12.185.020 | 37,3 | 116     |
|                          | Lega Nord                                | 3.394.733  | 10,4 | 27      |
|                          | Progressisti                             | 934.974    | 2,9  | 10      |
|                          | Fiamma Tricolore                         | 747.487    | 2,3  | 1       |
|                          | Lista Pannella-Sgarbi                    | 509.826    | 1,6  | 1       |
|                          | Partito Socialista                       | 286.425    | 0,9  | –       |
|                          | L’Abete (SVP – PATT)                     | 178.425    | 0,5  | –       |
|                          | Mani Pulite                              | 109.113    | 0,3  | –       |
|                          | Lega per l’Autonomia – Alleanza Lombarda | 106.313    | 0,3  | –       |
|                          | Unione Nord Est                          | 72.541     | 0,2  | –       |
|                          | Noi Siciliani                            | 71.841     | 0,2  | –       |
|                          | Lega d’Azione Meridionale                | 66.750     | 0,2  | –       |
|                          | Verdi Verdi                              | 61.434     | 0,2  | –       |
|                          | Alleanza Pensionati Europei              | 60.640     | 0,2  | –       |
|                          | Democrazia Sociale                       | 60.016     | 0,2  | –       |
|                          | Federazione delle Liste Civiche Italiane | 55.793     | 0,2  | –       |
|                          | Sardigna Natzione                        | 44.713     | 0,1  | –       |
|                          | Vallée d’Aoste (UV)                      | 29.538     | 0,1  | 1       |
|                          | Sonstige <0,09 %                         | 204.024    | 0,6  | –       |
| Gesamt                   | Gesamt                                   | 32.624.584 | 100  | 315     |
|                          |                                          |            |      |         |
| Ungültige Stimmen        | Ungültige Stimmen                        | 2.636.219  | 7,5  |         |
| Wähler                   | Wähler                                   | 35.260.803 | 82,2 |         |
| Wahlberechtigte          | Wahlberechtigte                          | 42.889.825 |      |         |
|                          |                                          |            |      |         |
| Quelle: Innenministerium |                                          |            |      |         |

- 1 Davon: L’Ulivo (Stimmen: 13.013.276 – 39,9 %; Mandate: 152); L’Ulivo – Partito Sardo d’Azione (Stimmen: 421.331 – 1,3 % – Mandate: 5); L’Ulivo – Valle d’Aosta (Stimmen: 10.371 – 0,03 %).

## Prominente Kandidaturen in den Wahlkreisen
| Kandidat               | Partei                             | Kammer             | Wahlkreis            | Ergebnis | Erfolg        |
| ---------------------- | ---------------------------------- | ------------------ | -------------------- | -------- | ------------- |
| Romano Prodi           | Unabh. – L’Ulivo                   | Abgeordnetenkammer | Bologna – Mazzini    | 60,8 %   | gewählt       |
| Massimo D’Alema        | Partito Democratico della Sinistra | Abgeordnetenkammer | Casarano             | 55,7 %   | gewählt       |
| Lamberto Dini          | Rinnovamento Italiano              | Abgeordnetenkammer | Florenz 2            | 64,7 %   | gewählt       |
| Umberto Bossi          | Lega Nord                          | Abgeordnetenkammer | Mailand 1            | 11,4 %   | nicht gewählt |
| Silvio Berlusconi      | Forza Italia                       | Abgeordnetenkammer | Mailand 1            | 51,5 %   | gewählt       |
| Gianfranco Fini        | Alleanza Nazionale                 | Abgeordnetenkammer | Rom – Della Vittoria | 53,5 %   | gewählt       |
| Pier Ferdinando Casini | Centro Cristiano Democratico       | Abgeordnetenkammer | Maglie               | 53,7 %   | gewählt       |
| Rocco Buttiglione      | Cristiani Democratici Uniti        | Abgeordnetenkammer | Mailand 3            | 48,5 %   | gewählt       |

## Nachwahlen
| Wahlkreis                | Kammer             | Datum      | Ausgeschiedene          | Ausgeschiedene      | Nachgerückte         | Nachgerückte        |
| Wahlkreis                | Kammer             | Datum      | Name                    | Wahlbündnis/Liste   | Name                 | Wahlbündnis/Liste   |
| ------------------------ | ------------------ | ---------- | ----------------------- | ------------------- | -------------------- | ------------------- |
| Ravenna                  | Senat              | 27-10-1996 | Pierpaolo Casadei       | L’Ulivo             | Aldo Preda           | L’Ulivo             |
| Tradate                  | Abgeordnetenkammer | 01-06-1997 | Carlo Ambrogio Frigerio | Lega Nord           | Dario Galli          | Lega Nord           |
| Sesto Fiorentino         | Senat              | 09-11-1997 | Pino Arlacchi           | L’Ulivo             | Antonio Di Pietro    | L’Ulivo             |
| Gorizia                  | Senat              | 14-12-1997 | Darko Bratina           | L’Ulivo             | Demetrio Volcic      | L’Ulivo             |
| Mailand 6                | Abgeordnetenkammer | 21-06-1998 | Achille Serra           | Polo per le Libertà | Gaetano Pecorella    | Polo per le Libertà |
| Treviso                  | Senat              | 09-05-1999 | Michele Amorena         |                     | Piergiorgio Stiffoni |                     |
| Forlì                    | Senat              | 09-05-1999 | Libero Gualteri         |                     | Andrea Manzella      |                     |
| Bari – Libertà – Marconi | Abgeordnetenkammer | 09-05-1999 | Giuseppe Tatarella      |                     | Salvatore tatarella  |                     |
| Brescia – Flero          | Abgeordnetenkammer | 27-06-1999 | Paolo Corsini           |                     | Aldo Rebecchi        |                     |
| Lecce                    | Abgeordnetenkammer | 27-06-1999 | Adriana Poli Bortone    |                     | Cosimo Casilli       |                     |
| Lecce                    | Senat              | 27-06-1999 | Antonio Lisi            |                     | Alberto Maritati     |                     |
| Bologna – Mazzini        | Abgeordnetenkammer | 28-11-1999 | Romano Prodi            |                     | Arturo Parisi        |                     |
| Bagno a Ripoli           | Abgeordnetenkammer | 28-11-1999 | Leonardo Domenici       |                     | Michele Ventura      |                     |
| Terni                    | Abgeordnetenkammer | 28-11-1999 | Paolo Raffaelli         |                     | Enrico Micheli       |                     |
| Pesaro                   | Senat              | 28-11-1999 | Palmiro Ucchielli       |                     | Giuseppe Mascioni    |                     |
| Lauria                   | Abgeordnetenkammer | 28-11-1999 | Gianni Pittella         |                     | Antonio Luongo       |                     |
| Tortolì                  | Abgeordnetenkammer | 18-06-2000 | Giovanni De Murtas      |                     | Antonio Loddo        |                     |

## Mandate

### Abgeordnetenkammer
| Sitzverteilung nach Koalitionen                                            | Sitzverteilung nach Parteien |
| -------------------------------------------------------------------------- | --- |
| Insgesamt 630 Sitze - PRC: 35 - L’Ulivo: 289 - Polo: 246 - LN: 59 - LAM: 1 | Insgesamt 630 Sitze - PRC: 35 - PDS: 172 - FdV: 14 - La Rete: 3 - PpP: 69 - RI: 26 - UAL: 1 - SVP: 3 - VdA: 1 - CCD/CDU: 30 - FI: 123 - AN: 93 - LN: 59 - LAM: 1 |

### Senat
| Sitzverteilung nach Koalitionen                                               | Sitzverteilung nach Parteien |
| ----------------------------------------------------------------------------- | --- |
| Insgesamt 315 Sitze - PRC: 10 - L’Ulivo: 157 - Sonst.: 5 - Polo: 116 - LN: 27 | Insgesamt 315 Sitze - PRC: 10 - PDS: 102 - FdV: 14 - La Rete: 1 - PpP: 27 - RI: 11 - PSd’Az: 1 - LAV: 1 - SVP: 2 - VdA: 1 - LMP: 1 - CCD/CDU: 25 - FI: 48 - AN: 43 - LN: 27 - FT: 1 |

## Regierungsbildung
Die Parteien des Mitte-links-Bündnisses L’Ulivo nutzten ihre Mehrheit in beiden Parlamentskammern zur Bildung einer Regierung unter ihrem Spitzenkandidaten Romano Prodi. Das Kabinett Prodi I wurde am 17. Mai 1996 ins Amt eingeführt. Die PRC unterstützte die Regierung zunächst zwar im Parlament, war aber nicht mit Ministern am Kabinettstisch vertreten. Prodi trat im Oktober 1998 nach einer verlorenen Vertrauensabstimmung zurück und wurde durch Massimo D’Alema ersetzt. Die PRC ging anschließend in die Opposition, daraufhin spaltete sich die Partito dei Comunisti Italiani (PdCI) ab, die weiterhin die Regierung unterstützte. Grundsätzlich blieb es aber bis zum regulären Ende der Legislaturperiode 2001 bei einer Mitte-links-Koalition (Kabinett D’Alema I bzw. II), auch nachdem D’Alema als Ministerpräsident wiederum durch Giuliano Amato ersetzt wurde (Kabinett Amato II).